# Associação Brasileira de Críticos de Cinema
Associação Brasileira de Críticos de Cinema, o Abraccine, és una entitat dedicada a la reflexió i divulgació del cinema, especialment del cinema brasiler. Fundada l'any 2011, es va convertir en la primera entitat de representació nacional de professionals crítics de cinema, que ja tenien associacions en alguns estats.
La institució compta amb gairebé 150 associats, entre ells professionals que treballen a gairebé tots els estats del país en publicacions impreses, llocs web, blocs, canals de YouTube, podcasts i altres mitjans.

## Activitats
Abraccine organitza els jurats de la crítica i atorga el Premi de la Crítica a diversos festivals de cinema del Brasil, com ara els de Brasília, Gramado, Mostra Internacional de Cinema de São Paulo, É Tudo Verdade, Olhar de Cinema, etc.
L'associació organitza una llista dels Premis de la Crítica concedits des del 2011.
Està afiliat a la Federació Internacional de Crítics de Cinema, o Fipresci, i els seus afiliats han format part de jurats crítics en festivals internacionals com ara Toronto, Cartagena, Canes, Berlín i Sant Sebastià.
Des del 2016, publica una sèrie de llibres sobre cinema brasiler, en col·laboració amb editors i Canal Brasil, com ara "100 Melhores Filmes Brasileiros" (setembre 2016), "Bernardet 80 – Impacto e Influência no cinema brasileiro" (abril de 2017), "Documentário Brasileiro – 100 Filmes Essenciais" (octubre de 2017), "Animação Brasileira – 100 Filmes Essenciais" (juny de 2018) i "Ismail Xavier: Um pensador do cinema brasileiro" (juliol de 2019).
També participa en l'elecció dels representants brasilers en esdeveniments internacionals, com els Premis Goya, i organitza els seus propis premis, on classifica les millors pel·lícules nacionals i internacionals que s'estrenen al circuit comercial del Brasil cada any.